# جهان‌آباد (خرامه)
جهان‌آباد (شیراز)، روستایی از توابع بخش کربال شهرستان شیراز در استان فارس ایران است.

## جمعیت
این روستا در دهستان کربال قرار دارد و براساس سرشماری مرکز آمار ایران در سال ۱۳۸۵، جمعیت آن ۴۷۸ نفر (۱۱۲خانوار) بوده‌است.